# ماغي بيل
ماغي بيل (بالإنجليزية: Maggie Bell)‏ هي مغنية بريطانية، ولدت في 12 يناير 1945 في غلاسكو في المملكة المتحدة.

## وصلات خارجية
- الموقع الرسمي
- ماغي بيل على موقع IMDb (الإنجليزية)
- ماغي بيل على موقع ميوزك برينز (الإنجليزية)
- ماغي بيل على موقع أول ميوزيك (الإنجليزية)
- ماغي بيل على موقع ديسكوغز (الإنجليزية)
- ماغي بيل على موقع قاعدة بيانات الفيلم (الإنجليزية)